# Corinne Maîtrejean
Corinne Maîtrejean (ur. 8 listopada 1979  w Tassin-la-Demi-Lune) – francuska florecistka, trzykrotna medalistka mistrzostw świata.
Podczas mistrzostw świata w Lipsku w 2005 roku Francuzki w składzie: Astrid Guyart, Corinne Maîtrejean, Céline Seigneur i Adeline Wuillème zdobyły drużynowo brązowy medal. W tej samej konkurencji zdobyła następnie srebro na mistrzostwach świata w Budapeszcie w 2013 roku i brąz na mistrzostwach świata w Kazaniu w 2014 roku.
Wystartowała na igrzyskach olimpijskich w Pekinie w 2008 roku, gdzie indywidualnie zajęła jedenaste miejsce. Brała też udział w igrzyskach olimpijskich w Londynie w 2012 roku, zajmując czwarte miejsce drużynowo i dziewiąte indywidualnie.
Zdobyła brąz w turnieju drużynowym na mistrzostwach Europy w Kijowie w 2008 roku. Drużynowo zdobywała również srebrne medale na mistrzostwach Europy w Legnano w 2012 roku i mistrzostwach Europy w Zagrzebiu w 2013 roku oraz brązowe na mistrzostwach Europy w Płowdiwie w 2009 roku i mistrzostwach Europy w Strasburgu w 2014 roku.
Jest zawodowym trenerem szermierki (Maître d'armes).